# 交響曲第37番 (ハイドン)
交響曲第37番 ハ長調 Hob. I:37 は、フランツ・ヨーゼフ・ハイドンが作曲した交響曲。

## 概要
第37番という進んだ番号が与えられているが、実際にはハイドンの交響曲の中でもっとも時代の早いものの1つで、チェコのチェスキー・クルムロフで発見された筆写譜には1758年と記されている。ジェームズ・ウェブスターは、一般に作曲されてから第三者による筆写譜が出現するまでに1年ほどかかるため、1757年頃の作曲としている。おそらくボヘミアのルカヴィツェ（今のプルゼニ州の村）でモルツィン伯爵に仕えていたときの作品と考えられている。

## 編成
オーボエ2、ホルン2（、トランペット2、ティンパニ）、第1ヴァイオリン、第2ヴァイオリン、ヴィオラ、低音（チェロ、コントラバス、ファゴット）。
トランペットやティンパニは後に追加された。この作品はモルツィン伯爵家時代の研鑽期の作品であるため、大編成のオーケストラは使用できなかった。そのため、厳密な編成はオーボエ2、ホルン2、ヴァイオリン1、ヴァイオリン2、ヴィオラ、ヴィオローネ（8'型でチェロと同一の音域）の8人編成だった説が有力である。常に下線を引いたCがヴィオローネパートに頻出し、グロッソタイプで1オクターヴ下げた音域のパートを難なく演奏できる可能性は低い。

## 曲の構成
全4楽章、演奏時間は約18分。後のハイドンの交響曲と同様に、両端の楽章が速い4つの楽章から構成されるが、内側の楽章は第2楽章がメヌエット、第3楽章が緩徐楽章になっている。これはやはり初期の交響曲である第15番、第32番、および交響曲『B』（第108番）と共通するが、中期以降では第44番『悲しみ』と第68番にしか見られない。
- 第1楽章 プレスト
ハ長調、4分の2拍子、ソナタ形式。

提示部の途中で突然ト短調に転調する。ごく短い展開部の後、提示部と大幅に異なる再現部が現れる。

- 第2楽章 メヌエット - トリオ
ハ長調 - ハ短調、4分の3拍子。
メヌエット主部は付点つきリズムを特徴とする。トリオはハ短調で、弦楽器のみにより演奏される。

- 第3楽章 アンダンテ
ハ短調、4分の2拍子、ソナタ形式。
弦楽器のみで演奏される。

- 第4楽章 プレスト
ハ長調、8分の3拍子、ソナタ形式。